# Friedrich von Koenig (Unternehmer)
Friedrich von Koenig (* 29. Juni 1829; † 18. November 1924 in Oberzell) war ein deutscher Unternehmer und Sohn des Druckmaschinenfabrikanten Friedrich Koenig.

## Leben
Zusammen mit seinem Bruder Wilhelm Koenig führte er die Fabrik nach dem Tod des Vaters weiter. Als 1860 Andreas Friedrich Bauer, der Geschäftspartner von Friedrich König starb, wurde Friedrich von König neuer Chef der Geschäftsleitung. 1865 gründete er die Fabriksparkasse und 1868 die Werksberufsschule. 1870 rief er gemeinsam mit seinem Monteur Josef Bechold die Koenigsche und Becholdsche Stiftung ins Leben, die ärmeren Kindern eine Schulbildung ermöglichte. 1875 konstruierte von König die erste Rollen-Rotationsmaschine.
Koenig war von 1870 bis 1876 Bürgermeister von Zell am Main. 1847 gehörte er zu den Gründern des Corps Bavaria Karlsruhe.